# Hiromasa Suguri
Hiromasa Suguri (村主 博正 Suguri Hiromasa?), född 29 juli 1976 i Shizuoka prefektur, är en japansk före detta fotbollsspelare.
Suguri började sin karriär 1995 i Honda FC. Efter Honda FC spelade han för Consadole Sapporo, Verdy Kawasaki, Omiya Ardija, Sagan Tosu och Avispa Fukuoka. Han avslutade karriären 2007.